# Маргарет Мичел
Магарет Мичел (енгл. Margaret Munnerlyn Mitchell; Атланта, 8. новембар 1900 — Атланта, 16. август 1949) је била америчка књижевница, која се у свету прославила романом Прохујало са вихором, за који је 1937. године добила Пулицерову награду. Овај роман, продат у преко 30 милиона примерака, сматра се једном од најпопуларнијих књига свих времена.

## Биографија
Маргарет Мичел је рођена у Атланти (Џорџија, САД), отац Јуџин био је адвокат, а мајка Мери Изабел суфражеткиња. По завршетку Вестминстер школе, кренула је на Смит Колеџ, али се 1918. због смрти мајке вратила кући и убрзо је почела да пише за новине. Њено најпознатије дело, роман Прохујало са вихором, објавила је 1936. године.
Погинула је у саобраћајној несрећи 1949. године.

## Породична историја
Маргарет Мичел је била јужњакиња, рођена и доживотна становница Џорџије. Рођена је 1900. године у имућној и политички утицајној породици. Њен отац, Јуџин Мјуз Мичел, био је адвокат, а њена мајка, Мери Изабел „Мејбел“ Стивенс, била је суфражекиња и католичка активисткиња. Имала је два брата, Расела Стивенса Мичела, који је умро у детињству 1894. и Александра Стивенса Мичела, рођеног 1896. године.
Маргаретина породица по очевој страни су били потомци Томаса Мичела, пореклом из Абердиншира у Шкотској, који се настанио у округу Вилкс у Џорџији 1777. године и учествовао у Америчком рату за независност. Томас Мичел је по занимању био геометар. Био је на геодетском путовању у округу Хенри, Џорџија, у кући господина Џона Лоуа, око 6 миља од Мекдона, Џорџија, када је умро 1835. и сахрањен је на тој локацији. Вилијам Мичел, рођен 8. децембра 1777, у Лисборну, округ Еџфилд, Јужна Каролина, преселио се између 1834. и 1835. на фарму дуж реке Саут у заједници Флат Рок у Џорџији. Вилијам Мичел је умро 24. фебруара 1859. у 81. години и сахрањен је на породичном гробљу у близини државног парка Панола Маунтин. Њен прадеда Исак Грин Мичел преселио се на фарму дуж пута Флат Шоулс који се налази у заједници Флат Рок 1839. године. Четири године касније продао је ову фарму Ајри О. Макданиел и купио фарму 3 миље даље низ пут на северној страни реке Саут у округу Декалб, Џорџија.
Њен деда, Расел Крафорд Мичел, из Атланте, пријавио се у војску Конфедерације 24. јуна 1861. и служио је у Худовој тексашкој бригади. Био је тешко рањен у Бици код Шарпсбурга, деградиран због „неефикасности” и затим је радио медицинска брат у Атланти. После грађанског рата, зарадио је велико богатство снабдевајући дрвену грађу за брзу обнову Атланте. Расел Мичел је имао тринаесторо деце од две жене; најстарији је био Јуџин, који је дипломирао на Правном факултету Универзитета Џорџије.
Маргаретин прадеда по мајци, Филип Фицџералд, емигрирао је из Ирске и на крају се населио на плантажи робова, Рурал Хоум, у близини Џонсбора, Џорџија, где је имао једног сина и седам ћерки са својом супругом Еленор Макгахан, која је била из ирске католичке породице са везама са колонијалним Мерилендом. Маргаретини баба и деда, венчани 1863. године, били су Ени Фицџералд и Џон Стивенс; он је такође емигрирао из Ирске и постао капетан у војсци Конфедерације. Џон Стивенс је био просперитетни градитељ некретнина након грађанског рата и један од оснивача уличне железнице Гејт Сити (1881), Атлантског тролебуског система у којем су кола вукла мазге. Џон и Ени Стивенс су имали дванаесторо деце; седмо дете је била Меј Бел Стивенс, која се удала за Јуџина Мичела. Меј Бел Стивенс је студирала у манастиру Белевју у Квебеку и завршила образовање на Институту за жене у Атланти.‍:13
Новине Атлантски устав наводе да су се Меј Бел Стивенс и Јуџин Мичел венчали у вили невестиних родитеља у Џексон улици 8. новембра 1892:
деверуша, госпођица Ени Стивенс, била је лепа као француски пастел, у директорском костиму од жутог сатена са дугим капутом зелених сомотних рукава и прслуком од златног броката... Млада је била лепа визија младалачке љупкости у њеном огртачу од изузетне боје слоноваче и сатена... њене папуче су биле од белог сатена укражене бисерима... послужена је елегантна вечера. Трпезарија је била украшена бело и зелено, осветљена безбројним свећама у сребрним свећњацима... Поклон млади од њеног оца била је елегантна кућа и плац... У 11 сати госпођа Мичел се појавила у лепој хаљини за излазке од зеленог енглеског платна са својим раскошним сомотним шеширом и опростила се од својих пријатеља.

## Рани утицаји
Маргарет Мичел је своје рано детињство провела на Џексон Хилу, источно од центра Атланте. Њена породица је живела у близини њене баке по мајци, Ени Стивенс, у викторијанској кући обојеној јарко црвеном бојом са жутим украсима. Госпођа Стивенс је била удовица неколико година пре Маргаретиног рођења; Капетан Џон Стивенс је умро 1896. Након његове смрти, наследила је имање у улици Џексон где је живела Маргаретина породица.‍:24
Бака Ени Стивенс била је прилично карактерна, и вулгарна и тиранин. Након што је преузела контролу над новцем свог оца Филипа Фицџералда након што је он умро, потрошила је посед на своје млађе ћерке, укључујући Маргаретину мајку, и послала их да заврше школу на северу. Тамо су сазнали да се ирски Американци не третирају као равноправни са осталим имигрантима.‍:325 Маргаретин однос са баком ће постати споран у каснијим годинама када је ушла у одрасло доба. Међутим, за Маргарет, њена бака је била одличан извор „информација очевидца“ о грађанском рату и реконструкцији у Атланти пре њене смрти 1934. године.

### Девојаштво на Џексон Хилу
У несрећи која је била трауматична за њену мајку иако је била неповређена, када је Мичел имала око три године, њена хаљина се запалила на гвозденој решетки. Бојећи се да ће се то поновити, њена мајка је почела да је облачи у дечачке панталоне и добила је надимак „Џими“, име лика из стрипа, Мали Џими. Њен брат је инсистирао да она мора да буде дечак по имену Џими да би се играла са њим. Пошто није имала сестре са којима би се играла, Мичел је рекла да је била дечак по имену Џими до своје четрнаесте године.‍:27–28
Стивенс Мичел је рекао да је његова сестра била мушкобањаста мада би се повремено радо играла луткама и да је волела да јаше свог понија из тексашке равнице. Као мала девојчица, Мичел је сваког поподнева јахала са ветераном Конфедерације и једном дотераном младом дамом. As a little girl, Mitchell went riding every afternoon with a Confederate veteran and a young lady of "beau-age". Одгајана је у ери када су се деца „видела, а не чула“ и када јој није било дозвољено да искаже своју личност трчањем и вриском недељом поподне док је њена породица била у посети родбини.

## Прохујало са вихором
Књига Прохујало са вихором описује робовласничко друштво америчког југа у другој половини 19. века и Амерички грађански рат. Објављена је 1936. године, а веома брзо је снимљен и филм са Вивијен Ли и Кларк Гејблом у главним улогама, који је 1940. добио осам Оскара.
Књига је ушла у историју по томе што је током првог дана у књижарама продата у педесет хиљада примерака, а у наредној години у милион примерака. Преведена је на тридесет језика и брајеву азбуку.